# Klarskov (Vordingborg Kommune)
 For alternative betydninger, se Klarskov. (Se også artikler, som begynder med Klarskov)
Klarskov er en landsby på Sydsjælland med 211 indbyggere  (2024). Klarskov er beliggende i Sværdborg Sogn ved Sydbanen otte kilometer nord for Vordingborg og 22 kilometer syd for Næstved. Byen tilhører Vordingborg Kommune og er beliggende i Region Sjælland. Klarskov trinbræt på Sydbanen blev lukket 22. maj 1982.